# Distant Light
Distant Light è un album in studio del gruppo musicale britannico The Hollies, pubblicato nel 1971.

## Tracce
Tutte le tracce sono state scritte da Tony Hicks e Kenny Lynch; eccetto dove indicato.
Side 1
1. What A Life I've Led – 3:58
2. Look What We've Got – 4:07
3. Hold On (Allan Clarke) – 4:07
4. Pull Down The Blind (Terry Sylvester) – 3:30
5. To Do With Love – 3:29
6. Promised Land – 4:20

Side 2
1. Long Cool Woman in a Black Dress (Allan Clarke, Roger Cook, Roger Greenaway) – 3:19
2. You Know The Score (Terry Sylvester, Allan Clarke) – 5:37
3. Cable Car (Terry Sylvester) – 4:25
4. A Little Thing Like Love (Allan Clarke, Tony Macaulay) – 3:19
5. Long Dark Road – 4:16

## Formazione
- Allan Clarke – voce, chitarra
- Tony Hicks – chitarra, voce
- Terry Sylvester – chitarra, voce
- Bobby Elliott – batteria
- Bernie Calvert – basso